# 藍波球場
藍波球場（Lambeau Field）是美國威斯康星州綠灣的球場，為美國國家美式橄欖球聯盟（NFL）綠灣包裝工的主場。球場於1957年啟用，取代了原有的市立體育場。球场于1965年被命名为蓝波球场，用以纪念包装工队创始者、球员兼长期主教练柯利·蓝波。

## 外部連結
- 官方網站 （页面存档备份，存于）
- StadiumDB.com上的藍波球場 （页面存档备份，存于）